# Castell de Seró
El Castell de Seró és un edifici de Seró, del municipi d'Artesa de Segre, declarat bé cultural d'interès nacional.

## Descripció
Restes de murs medievals, part dels quals aprofitats per a una masia tardana.

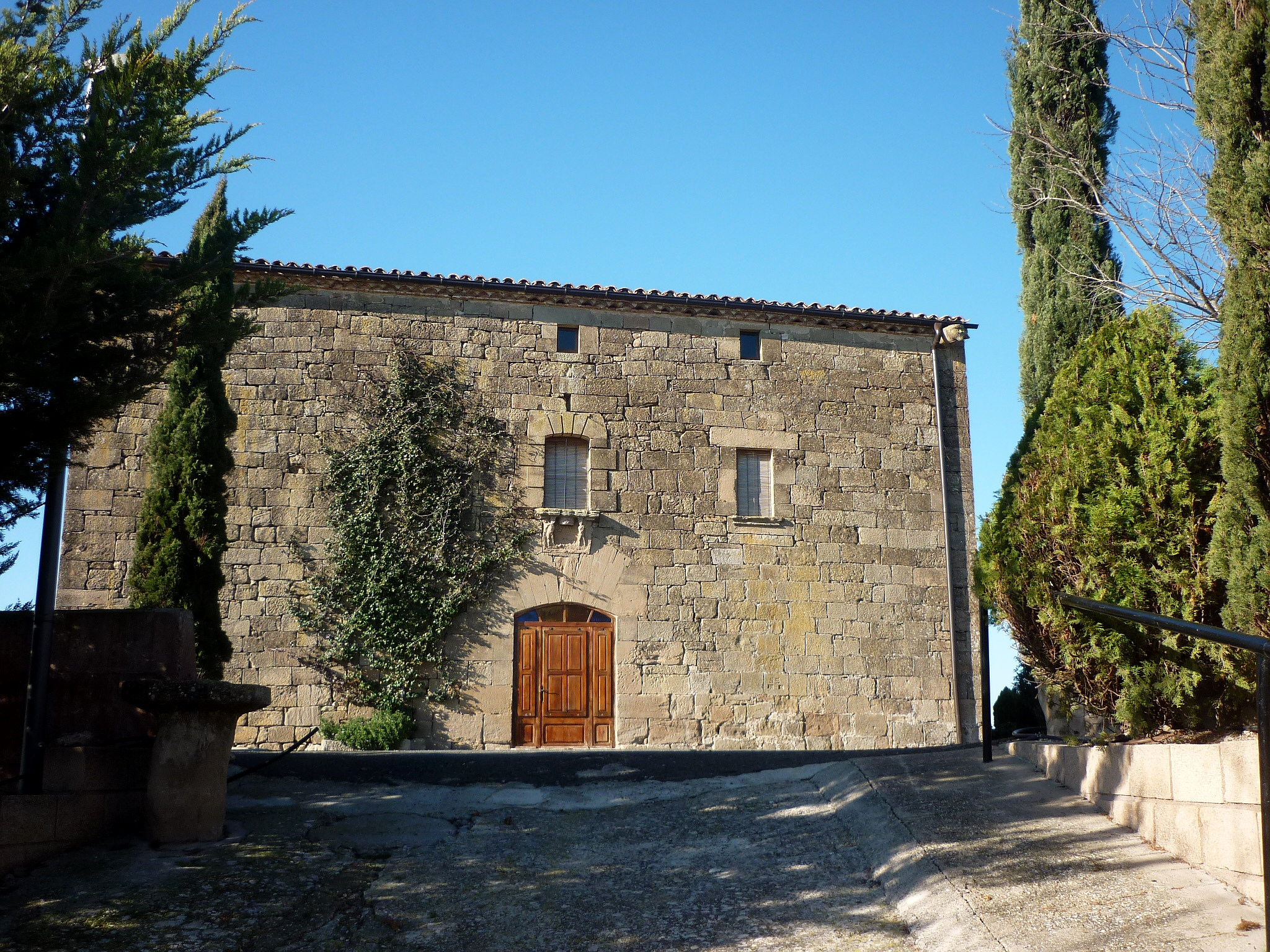
Des de l'església

Restes del recinte medieval emmurallat amb un gran casal barroc al mig. Aquest palau és de planta quadrada, cobert a dues vessants. Té planta baixa amb accés per llevant cap a l'església, planta noble i golfes. Destaca la porta adovellada amb arc rebaixat que té el blasó a la llinda de les dovelles, servint de peu per la finestra amb cèrcol de carreus encoixinats.

## Història
Castell termenat. Documentat el 1109.
A l'escut hi ha una figura a cada costat emmarcant les més petites centrals coronades pel ràfec inferior de la finestra. L'edifici fou reformat en època barroca. El castell de Seró és citat el 1172 al testament de Ramon Bernat. A la segona meitat del s. XVI la senyoria del lloc era d'Onofre d'Alentorn i d'Oms i romangué en poder dels Alentorn fins al s. XVIII. El susdit Onofre fou diputat de la Generalitat (1593-1596).